# 图尔布河畔圣让
图尔布河畔圣让（法語：Saint-Jean-sur-Tourbe，法語發音：[sɛ̃ ʒɑ̃ syʁ tuʁb]）是法国马恩省的一个市镇，位于该省东北部，属于香槟沙隆区。

## 地理
图尔布河畔圣让（49°7'38"N, 4°40'48"E）面积17.04 平方千米，位于法国大東部大區马恩省，该省份为法国东北部内陆省份，北起阿登省，西北接埃纳省，西南接塞纳-马恩省，南至奥布省，东南接上马恩省，东临默兹省。
与图尔布河畔圣让接壤的市镇（或旧市镇、城区）包括：索姆图尔布、库尔泰蒙、昂镇、图尔布河畔拉瓦勒、索姆叙普。

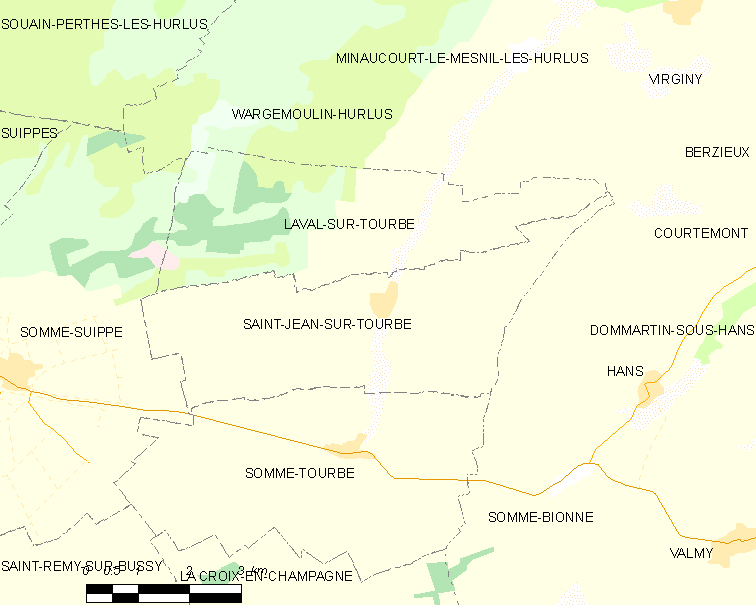
图尔布河畔圣让的OSM定位图

图尔布河畔圣让的时区为UTC+01:00、UTC+02:00（夏令时）。

## 行政
图尔布河畔圣让的邮政编码为51600，INSEE市镇编码为51491。

## 政治
图尔布河畔圣让所属的省级选区为阿戈讷-叙普-韦勒县。

## 人口

1962-2008年间图尔布河畔圣让人口变化图示

图尔布河畔圣让于2022年1月1日时的人口数量为90人。